# Delta Upsilon
Delta Upsilon (ΔΥ), comunemente nota come DU, è una fraternità universitaria statunitense fondata il 4 novembre 1834 al Williams College in Williamstown nel Massachusetts. È la sesta più antica organizzazione studentesca universitaria maschile con lettere greche  fondata nel North America (solo Kappa Alpha Society, Sigma Phi, Delta Phi, Alpha Delta Phi, e Psi Upsilon la precedettero nel tempo).

## Storia e descrizione
Essa è popolarmente e informalmente nota come "DU" o "Delta U" e i suoi membri sono detti "DUs". Sebbene storicamente fondata nei campus di piccole università private del New England, Delta Upsilon oggi ha 76 capitoli/colonie negli Stati Uniti e in Canada. Alcuni dei suoi edifici sono elencati sul National Register of Historic Places.
Nel 2013, Business Insider definì Delta Upsilon una delle "17 Fraternities with Top Wall Street Alumni". Tra i membri famosi della Delta Upsilon si trovano il Presidente degli Stati Uniti d'America James A. Garfield, il presidente della Colombia Juan Manuel Santos, il primo ministro Canadese Lester B. Pearson, il chimico Linus Pauling, il patriarca della famiglia Kennedy Joseph P. Kennedy, il giocatore di football Lou Holtz, lo scrittore Kurt Vonnegut, il giurista e politico Charles Evans Hughes, il politico Les Aspin. Quarantadue membri della fraternità si sono seduti sugli scranni del Congresso degli Stati Uniti, tre nel Parlamento del Canada, uno nella Camera imperiale dei pari del Giappone, e sei nel Consiglio privato della Regina per il Canada. I suoi membri hanno ricevuto sei Premi Nobel, cinque medaglie d'oro olimpiche, un Premio Pulitzer, quattro Medaglie d'Onore, un Premio Lenin, una Medaglia presidenziale della libertà, sette investiture nell'Ordine del Canada, un'investitura ciascuno nell'Ordine di San Michele e San Giorgio, nell'Ordine al merito del Regno Unito e nel Ordine reale norvegese di Sant'Olav.
Nel 2018, la fraternità adottò politiche di riduzione dei rischi. Al 1º agosto 2018, i superalcolici furono banditi da tutte le sedi del capitolo e dal 1º agosto 2020 le sedi del capitolo devono essere substance free, cioè prive di bevande quali vino, birra e droghe, salvo che per i capitoli che hanno ottenuto deroghe nel 2022 grazie a un buon comportamento.